# Langon (Ponggok)
Langon is een bestuurslaag in het regentschap Blitar van de provincie Oost-Java, Indonesië. Langon telt 2805 inwoners (volkstelling 2010).